# Yves Simon
Yves René Marie Simon (* 14. März 1903 in Cherbourg; † 11. Mai 1961 in South Bend (Indiana)) war ein französischer politischer Philosoph, der auch als „Philosoph des freien Frankreich“ bezeichnet wird, weil er sich gegen die Vichy-Regierung gestellt hat. Er lehrte seit 1938 an der US-amerikanischen Notre Dame University in South Bend, wurde 1946 US-Staatsbürger (gegen den Willen seiner Ehefrau) und kehrte nie mehr nach Frankreich zurück. Er strebte eine demokratische Regierungstheorie auf der Basis von Thomas von Aquin an.

## Biografie
Yves Simon stammt aus einer Agrarindustriellenfamilie. 1920 ging er an das Pariser Lycée Louis-le-Grand. Nach einem Jahr verließ er es, um an der Sorbonne und am Institut Catholique de Paris Philosophie zu hören. Er erhielt eine Licence en Lettres an der Sorbonne 1922 und ein Diplôme d’Études Supérieures de Philosophie am Institut Catholique 1923. Dort traf er auf den Thomisten Jacques Maritain, von dem er die Philosophie als ernsthafte Wahrheitssuche aufnahm. Beide wurden enge Freunde. Politisch orientierte er sich an Marc Sangnier. Von 1929 bis 1930 unterrichtete er Französisch an einem katholischen Kolleg in Oberschlesien, wo er auch sein Deutsch perfektionierte. Simon lehrte am Institut Catholique von Lille von 1930 bis 1938. 1930 heiratete er Paule Louise Dromard, mit der sechs Kinder hatte. 1934 promovierte er zu einem ontologischen Thema, 1938 ging er auf Empfehlung von Waldemar Gurian und Étienne Gilson an die Notre-Dame University als Visiting Professor.
Wegen des Zweiten Weltkrieges konnte bis 1948 nicht mehr nach Frankreich zurückkehren. In diesem Jahr schloss er sich dem Committee on Social Thought an der University of Chicago an, wo er weiterhin bis zum Tod lehrte und womit er den konfessionellen Schutzraum verließ. Von John U. Nef, Mortimer Adler und dem Universitätspräsidenten Robert Maynard Hutchins geholt, traf er dort auf Mircea Eliade, Friedrich Hayek und Leo Strauss.
Nach seinem frühen Krebstod blieben viele Werke unvollendet und wurden von seinem Sohn Anthony O. Simon herausgegeben, der zum Leiter des Institut Yves R. Simon berufen wurde.

## Werk
Simon interessierte sich für den ganzen Thomismus, besonders aber für dessen politischen Anteile. 1955 gehörte er zu den Übersetzern des Werks von John von St. Thomas (1589–1644) ins Englische. Sein Werk The Philosophy of Democratic Government entstand aus einer Vortragsserie der Walgreen Lectures 1948. Im Frühjahr 1949 hielt Leo Strauss seine Walgreen Lectures, die 1953 als Natural Right and History veröffentlicht wurden. Maritain folgte 1950 mit dem Werk Man and the State und 1951 Eric Voegelin mit dem Titel The New Science of Politics. Sie einte das gemeinsame Interesse am Naturrecht, ebenso gilt das für Hannah Arendt.
Simon hielt es für einen Fehler des französischen Katholizismus, sich an die Monarchie geklammert zu haben, wie es einige Denker der Action Française taten.

## Schriften
- Introduction à l’ontologie du connaitre. (Diss.). Paris. Desclée de Brouwer, 1934.
- Critique de la connaissance morale. Paris: Desclée de Brouwer, 1934.
- La Campagne d’Éthiopie et la pensée politique française. Paris: Desclée de Brouwer, 1937.
- Götz Briefs: Le prolétariat industriel, 1936 (von Y. Simon aus dem Deutschen übersetzt)[6]
- Trois Leçons sur le travail. Paris: Pierre Tequi, 1938.
- Nature and Functions of Authority. Milwaukee, Wisconsin: Marquette University Press, 1940.
- (Hg.): La civilisation américaine. Vorwort von Yves R. Simon. Desclée de Brouwer, 1950.
- Philosophy of Democratic Government. Chicago: University of Chicago Press, 1951; University of Notre Dame Press, 1993 ISBN 978-0268038038.
  - Philosophie du gouvernement démocratique, Vorwort von Florian Michel. Paris, Desclée de Brouwer, 2015, ISBN 978-2220067056
  - Philosophische Grundlagen der Demokratie, Hain, Meisenheim 1956
- A General Theory of Authority (posthum). Notre Dame, Indiana: University of Notre Dame Press, 1962.
- The Tradition of Natural Law: A Philosopher’s Reflections (posthum). Hg. v. Vukan Kuic. New York: Fordham University Press, 1965.
- Freedom and Community. (posthum). Hg. v. Charles P. O’Donnell. New York: Fordham University Press, 1968.
- An Yves R. Simon Reader: The Philosopher’s Calling (Catholic Ideas for a Secular World), University of Notre Dame Press, 2021 ISBN 978-0268108304
- Bibliographie von Anthony O. Simon  Persée. Nach: Revue Philosophique de Louvain, 1969. N° 94.

## Einzelbelege
1. ↑  Florian Michel: L’américanisation d’un intellectuel français : le cas d’Yves Simon (1903–1961). In: Transatlantica. Revue d’études américaines. American Studies Journal. Nr. 1, 9. Juli 2014, ISSN 1765-2766, doi:10.4000/transatlantica.6842 (openedition.org [abgerufen am 22. Mai 2021]).
2. ↑  Mitautor: The road to Vichy, 1918–1938, new York 1942. In einem Brief bot er 1940 General de Gaulle seine Kooperation an.
3. ↑  Theory of Democratic Government, ouvrage originellement issu des conférences pour la CHARLES R. WALGREEN FOUNDATION et paru aux University of Chicago Press en 1951.
4. ↑  Leo Strauss fasste Simons Buch Philosophy of Democratic Government zusammen in What is Political Philosophy?
5. ↑  Theory of Democratic Government, ouvrage originellement issu des conférences pour la CHARLES R. WALGREEN FOUNDATION et paru aux University of Chicago Press en 1951.
6. ↑  Everett C. Hughes: Le Proletariat Industriel ("The Industrial Proletariat"). Goetz Briefs, Yves Simon, Jacques Maritain. In: American Journal of Sociology. Band 43, Nr. 2, 1. September 1937, ISSN 0002-9602, S. 362–362, doi:10.1086/217705 (uchicago.edu [abgerufen am 22. Mai 2021]).

| Personendaten    | Personendaten                               |
| ---------------- | ------------------------------------------- |
| NAME             | Simon, Yves                                 |
| ALTERNATIVNAMEN  | Simon, Yves René Marie (vollständiger Name) |
| KURZBESCHREIBUNG | französischer Philosoph                     |
| GEBURTSDATUM     | 14. März 1903                               |
| GEBURTSORT       | Cherbourg                                   |
| STERBEDATUM      | 11. Mai 1961                                |
| STERBEORT        | South Bend (Indiana)                        |